# 호세 호아킨 데 에레라
호세 호아킨 데 에레라(José Joaquín de Herrera, 1792년 2월 23일 ~ 1854년 2월 10일)는 멕시코의 1844년, 1844년 ~ 1845년, 1848년 ~ 1851년, 총 세 차례 대통령으로 재임한 중도주의 정치인이었다. 또한 멕시코-미국 전쟁 동안 멕시코 군대의 장군으로 전쟁에 참가하였다.

## 젊은 시절 군경력
멕시코 베라크루스주 할라파에서 태어나 페로테에서 자랐다. 아버지는 우편업무를 맡던 사람이었다. 1809년에는 왕립군에 입대하여 라코로나 부대의 사관 생도가 되었다. 1811년에는 대위로 진급하였고 아쿨코, 과나화토, 칼데론, 아카틀란, 벨레데로 등지에서 반란군과 맞서 싸웠다. 이후 반란군으로부터 아카풀코를 재탈환하기 위한 스페인 원정대에 합류하였고, 아카풀코 지역의 군·시민사령관에 임명됐다.
1820년 중령 계급으로 군을 제대한 뒤 페로테로 귀환해서 가게 하나를 열었다. 제대할 당시 과달루페 빅토리아를 비롯한 반란군 대표들과 접촉하기도 하였다. 이괄라 계획 선포 직후에는 베라크루스에서 푸에블라로 진군하던 보병대 대표단이 아구스틴 데 이투르비데 장군을 지지하였다. 이에 장교들은 에라라 중령에게 명을 내렸고, 에레라는 이를 받아들여 산 카를로스 요새 주둔군에 합류하였다. 이 주둔군은 오리사바로 진군하였고 그 이후로는 왕당파의 안토니오 로페스 데 산타 안나 중령이 지휘하게 되었다. 나중에는 이괄라 계획에도 동조하였다.
1982년 에이에르시토 트리가란테 군이 멕시코시티로 입성하였을 당시 에레라는 준장 계급이었다. 하지만 이투르비데가 스스로를 황제로 선포한 이후 그와는 거리를 멀리하고 있었으며, 음모 혐의로 억류되어 있었다. 풀려난 뒤로는 혁명의 일원이 되어 1823년 이투르비데 왕권의 몰락을 이끌었다. 새정부에서는 국방부 장관직을 맡았으며, 장관 재직 당시 보병의 무기를 개선하고 기병의 안장을 새로운 것으로 바꾸도록 명령했다. 이듬해 1824년에 퇴임한 이후 산타 아나 정권 시절이던 1833년에 다시 한번 국방부 장관에 취임하였다.
이밖에도 그는 수많은 군 직책을 맡았다. 합법적으로 수립된 정부 당국에 줄곧 충성하고, 산타 아나 정권의 절대주의와 독단주의에는 반대 입장에 섰으며 단 한번도 산타 아나의 동맹으로 서지 않았다.

### 대통령 당선과 재선
1844년 산타 아나의 후임 대통령으로 발렌틴 카날리소가 잠정후보로 떠오를 당시, 에레라는 국가평의회 의장이었다. 하지만 카날리소는 수도 멕시코시티가 아닌 산루이스포토시에 있었기 때문에 그가 멕시코시티에 도착할 때까지 대통령 권한을 대신 맡기로 하였다. 이렇게 그는 1844년 9월 12일 멕시코 대통령으로 취임하여 1844년 9월 21일까지 재임하였으나 이름뿐인 대통령이었다. 재임 기간 동안 그는 독립기념일 기념행사를 주재하였다.
이후 대통령직을 카날리소에게 넘기고 퇴임하였지만 산타 아나의 실각으로 상원의원의 표결을 거쳐 임시 대통령으로 당선되었다. 두번째 임기는 1844년 12월 7일부터 1845년 12월 30일까지였으며 연방주의자와 중앙정권주의자를 주요 보직에 골고루 앉혔다.
그 사이 텍사스 공화국이 미국에 병합되는 사건이 벌어졌다. 멕시코 상원은 1845년 3월 28일 미국과 국교를 단절하고 에레라 대통령에게 군대를 소집해 전쟁 준비를 할 권한을 부여하였다. 하지만 에레라는 평화 협상을 택했다. 개전의 갈림실 속에서 갈등하던 사이 1845년 7월 7일에는 산타 아나의 지지자들이 폭동을 일으켰다. 이후 에레라 대통령 본인과 내각 각료 3인이 반란군에게 억류되었지만, 에레라 대통령은 그 상태에서도 권한 행사를 할 수 있었고 곧 풀려났다. 뒤이은 선거에서 에레라가 다시 한번 승리하여 1845년 9월 15일에는 제헌 대통령이 되었다.
미국은 텍사스 공화국에 대한 옛 영유권 주장을 넘어 이제는 멕시코의 일부, 즉 멕시코가 차지하던 텍사스 지역이 아닌 타마울리파스, 코아우일라, 치와와, 산타페누에보멕시코 등 리오그란데강 이북 지역까지 영유권을 주장하였다. 이후 미국이 이들 분쟁지역에 군대를 파견하였고 멕시코군은 이 파견대를 생포하였다 (1846년 3월 29일). 이에 1846년 5월 13일 미국 의회는 멕시코와 전시 상태에 있음을 선언하는 결의안을 채택했다.
에레라는 많은 어려움 끝에 6,000명의 군병력을 모집하였다. 이들은 마리아노 파레데스 장군의 지휘를 받으며 북쪽으로 파병되어 미국군과 싸우게 되었다. 파레데스 장군은 산루이스포토시 지역까지 나아갔지만 미군에 맞서 북쪽으로 행군하지 않고 12월에 멕시코시티로 가서 에레라 대통령을 자리에서 쫓아냈다.

### 전쟁과 세번째 대통령 임기
멕시코-미국 전쟁에서 와만틀라 전투 (1847년 10월 9일)가 벌어진 이후 에레라는 안토니오 로페스 데 산타 안나 군사령관의 후임자로 임명되었다. 와만틀라 전투 3일 후에는 미국의 조셉 레인 장군은 푸에블라로 진격하기 위해 에레라 사령관 부대와 맞서 싸웠고, 멕시코군의 포위를 뚫어냈다.
멕시코-미국 전쟁이 끝난 뒤인 1848년 5월 30일, 에레라는 의회의 표결로 다시 한번 대통령에 당선되었지만 대통령직을 수락하지 않았다. 이에 의회 측 위원단이 에레라를 찾아가 대통령직을 받아들이지 않는다면 그 결과는 내전이 될 것이라며 대통령이 되어 줄 것을 간청하였다. 결국 대통령직을 수락한 에레라는 당시 수도 멕시코시티가 미국의 점령 하에 있던 관계로 믹스코악에서 정부를 꾸린 채 1848년 6월 3일 취임하였다. 이후 1851년 1월 15일까지 대통령을 역임하였다.
대통령 재임 당시 그는 수많은 문제에 직면해야 했다. 나라는 궁핍한 상태였고 주요 길목은 도적떼가 좌우하고 있었다. 콜레라가 전염되는가 하면 미산틀라와 유카탄에서는 원주민들이 봉기하는 사건도 있었다 (일명 카스테 전쟁). 마리아노 파레데스는 과달루페 이달고 평화조약에 반대하며 군사 봉기를 일으켰다. 1849년에는 레오나르도 마르케스가 "산타 안나의 사임은 당시 의회가 개회하지 않았으므로 무효"라고 주장하며 그를 지지하는 뜻에서 반란을 일으켰다.
한편 인기 정치인 후안 데 디오스 카녜도가 살해되기도 했는데, 이에 산타 안나는 "디오스 카녜도가 자신이 지난 1844년 텍사스 반환 거래를 협상하기 위해 미국에 다녀왔음을 알려주는 기밀문서를 소지하고 있었다"고 주장하며 에레라를 규탄했다. 이 텍사스 거래 의혹은 부인된 적이 없기 때문에 사실일 가능성도 있다.
에레라는 멕시코 최초의 철도노선인 멕시코시티-베라크루스 선 건설 공사를 허가하였으며 멕시코시티-푸에블로를 잇는 전화선 건설 역시 허가하였다.
에레라는 1851년 1월 15일 마리아노 아리스타 장군에게 대통령직을 넘기고 민간인 신분으로 되돌아갔다. 이 때 당시 그의 정직한 성격을 엿볼 수 있는 일화가 하나 전해지는데, 대통령직을 사임하던 날 열악한 살림에 보탬이 되도록 전당포에 보석을 맡길 수밖에 없었다고 한다. 이 소식을 전해들은 아리스타 대통령은 그에게 '국립 전당포' (Monte de Piedad) 관리자로 임명하여 1853년까지 맡도록 했다고 한다. 에레라는 3년 후인 1854년 2월 10일 타쿠바바에 있는 조촐한 자택에서 숨을 거뒀다. 그의 유해는 별다른 의식 없이 산페르난도 공동묘지에 묻혔다.

## 같이 보기
- 멕시코의 국가원수 목록